# بایشوو
بایشوو (به لاتین: Baishevo) یک منطقهٔ مسکونی در روسیه است که در باشقیرستان واقع شده‌است.